# Leitz Pradovit Color 110
Pradovit Color 110 hieß der automatische Projektor der Firma Ernst Leitz GmbH in Wetzlar für das Pocketformat 110 (12 × 15,8 mm), der 1974 auf den Markt kam. 
Er hatte ein neues Compact-Magazin 110, System Agfa-Leitz, in Rundbauweise. Diese Konstruktion lehnte sich augenscheinlich an die Magazine der Kodak-Karussell-Projektoren an. Das Dia-Außenformat ist 3 × 3 cm. Das Magazin fasste bis zu 60 Dias. Im Magazin waren die Dias gegen herausfallen gesichert.
Die Dunkelpause wurde mit 1,3 sec angegeben.
Das Gerät wurde mit dem Hochleistungsobjektiv Colorplan 110 1:2,5/50 mm und dem Elmaron 1:2,8/45 mm angeboten. Das Colorplan hatte vier freistehende Linsen.
Die neu entwickelte Halogen-Kaltlicht-Ellipsoidlampe mit 12 V/75 W war speziell für das Format 110 entwickelt. Sie hatte eine Brenndauer von 50 Stunden. Die Lampenzentrierung geschah automatisch. 
Eine kondensorlose Kaltlichtbeleuchtung ergab mit dem Colorplan eine Lichtleistung von 320, mit dem Elmaron von 250 Nutzlumen. Die Bildfenstertemperatur lag unter 70 °C.   